# صموئيل فاسكيز
صموئيل فاسكيز (بالإنجليزية: Samuel Vázquez)‏ هو منافس ألعاب قوى أمريكي، ولد في 3 مايو 1984.

## روابط خارجية
- صموئيل فاسكيز على موقع الاتحاد الدولي لألعاب القوى (الإنجليزية)
- صموئيل فاسكيز على موقع أوليمبيديا (الإنجليزية)